# 海外少年少女ドラマ
『海外少年少女ドラマ』（かいがいしょうねんしょうじょドラマ）は、NHK教育テレビジョン（Eテレ）で放送されている海外ドラマ番組枠。

## 概要
NHK教育テレビで1990年4月から小中学生向け海外ドラマの放送を開始。1992年4月から18時台の放送となる。
1995年4月から番組枠『海外少年少女ドラマ』を正式に設け、週6作品放送となり2004年度まで続いた。
2003年4月以降、放送作品が減り、2022年1月からは週1作品の放送になる。
同年4月『デイナの恐竜図鑑』第1シーズン第7話から放送時間が現在の日曜17:25 - 17:50に変更されたため、Eテレのゴールデンタイム帯のドラマ枠は消滅した。

## 現在放送中の番組
| 放送時間             | 作品名                                | 放送期間        | エピソード数 |
| -------------------- | ------------------------------------- | --------------- | ------------ |
| 日曜日 17:25 - 17:50 | ピックル・ストーム 異世界からの転校生 | 2025年7月20日 - |              |

## 定時番組一覧
※一部の青リンクは外国語版の記事にリンクされている場合がある。

### 1990年4月 - 2005年3月
| 年月 | 年月 | 土曜日16:30-16:55        |                               |                            |                                 |                          |                              | 年月 | 年月 |
| ---- | ---- | ------------------------ | ----------------------------- | -------------------------- | ------------------------------- | ------------------------ | ---------------------------- | ---- | ---- |
| 1990 | 04   | フラグルロック           | -                             | -                          | -                               | -                        | -                            | 04   | 1990 |
| 1991 | 04   | アルフ                   | -                             | -                          | -                               | -                        | -                            | 04   | 1991 |
| 年月 | 年月 | 火曜日18:00-18:25        | 日曜日18:00-18:45             |                            |                                 |                          |                              | 年月 | 年月 |
| 1992 | 04   | 天才少年ドギー・ハウザー | コーキーとともに              | -                          | -                               | -                        | -                            | 04   | 1992 |
| 1992 | 10   | 素晴らしき日々           | 新・大草原の小さな家          | -                          | -                               | -                        | -                            | 10   | 1992 |
| 年月 | 年月 | 月曜日18:30-18:55        |                               | 水曜日18:30-18:55          | 金曜日18:00-18:25               | 金曜日18:25-18:50        |                              | 年月 | 年月 |
| 1993 | 04   | 素晴らしき日々           | -                             | フルハウス                 | -                               | -                        | -                            | 04   | 1993 |
| 1994 | 04   | 素晴らしき日々           | -                             | フルハウス                 | アルフ                          | 天才少年ドギー・ハウザー | -                            | 04   | 1994 |
| 年月 | 年月 | 月曜日18:25-18:50        | 火曜日18:25-18:50             | 水曜日18:25-18:50          | 木曜日18:25-18:50               | 金曜日18:25-18:50        | 土曜日18:50-19:15            | 年月 | 年月 |
| 1995 | 04   | ブロッサム               | 名犬ファング                  | フルハウス                 | アルフ                          | 天才少年ドギー・ハウザー | 恐竜家族                     | 04   | 1995 |
| 1995 | 10   | ブロッサム               | お騒がせ!ツイスト一家         | フルハウス                 | アルフ                          | 天才少年ドギー・ハウザー | 恐竜家族                     | 10   | 1995 |
| 1996 | 04   | ブロッサム               | オーシャンガール              | フルハウス                 | アルフ                          | ミステリアス・アイランド | 恐竜家族                     | 04   | 1996 |
| 1996 | 07   | ブロッサム               | オーシャンガール              | フルハウス                 | アルフ                          | ミステリアス・アイランド | カリフォルニアドリーム       | 07   | 1996 |
| 1997 | 04   | ブロッサム               | 素晴らしき日々                | 愉快なシーバー家           | 対決スペルバインダー            | フルハウス               | カリフォルニアドリーム       | 04   | 1997 |
| 1997 | 07   | おまかせアレックス       | 素晴らしき日々                | 愉快なシーバー家           | 対決スペルバインダー            | フルハウス               | カリフォルニアドリーム       | 07   | 1997 |
| 1997 | 10   | おまかせアレックス       | 素晴らしき日々                | 愉快なシーバー家           | スペースキッズ                  | フルハウス               | マペット放送局               | 10   | 1997 |
| 1998 | 04   | おまかせアレックス       | ミステリー・グースバンプス    | 愉快なシーバー家           | 対決スペルバインダーII 龍の王国 | フルハウス               | 夢見る子犬・ウィッシュボーン | 04   | 1998 |
| 1998 | 10   | おまかせアレックス       | ミステリー・グースバンプス    | 愉快なシーバー家           | ロビンソン一家漂流記            | フルハウス               | 夢見る子犬・ウィッシュボーン | 10   | 1998 |
| 1999 | 01   | 不思議なオパール         | ミステリー・グースバンプス    | 愉快なシーバー家           | ロビンソン一家漂流記            | フルハウス               | 夢見る子犬・ウィッシュボーン | 01   | 1999 |
| 年月 | 年月 | 月曜日18:45-19:10        | 火曜日18:45-19:10             | 水曜日18:45-19:10          | 木曜日18:45-19:10               | 金曜日18:25-18:50        | 土曜日 日曜日                | 年月 | 年月 |
| 1999 | 04   | 不思議なオパール         | シェルビーの事件ファイル      | 愉快なシーバー家           | ロビンソン一家漂流記            | フルハウス               | 大草原の小さな家             | 04   | 1999 |
| 1999 | 06   | 不思議なオパール         | シェルビーの事件ファイル      | 愉快なシーバー家           | 名犬ラッシー                    | フルハウス               | 大草原の小さな家             | 06   | 1999 |
| 1999 | 07   | サブリナ                 | シェルビーの事件ファイル      | 愉快なシーバー家           | 名犬ラッシー                    | フルハウス               | 大草原の小さな家             | 07   | 1999 |
| 1999 | 12   | サブリナ                 | シェルビーの事件ファイル      | 愉快なシーバー家           | 15の不思議な物語                | フルハウス               | 大草原の小さな家             | 12   | 1999 |
| 2000 | 01   | サブリナ                 | 緑の丘のブルーノ （ 英語版 ） | 愉快なシーバー家           | 15の不思議な物語                | フルハウス               | 大草原の小さな家             | 01   | 2000 |
| 2000 | 04   | サブリナ                 | 走れ!ケリー                   | 愉快なシーバー家           | 15の不思議な物語                | フルハウス               | 大草原の小さな家             | 04   | 2000 |
| 2000 | 07   | サブリナ                 | 走れ!ケリー                   | 愉快なシーバー家           | シナリオライターは君だ!         | フルハウス               | 大草原の小さな家             | 07   | 2000 |
| 2000 | 08   | サブリナ                 | 走れ!ケリー                   | ボーイ・ミーツ・ワールド   | シナリオライターは君だ!         | フルハウス               | 大草原の小さな家             | 08   | 2000 |
| 2000 | 10   | サブリナ                 | アニマル・レスキューキッズ    | ボーイ・ミーツ・ワールド   | シナリオライターは君だ!         | フルハウス               | 大草原の小さな家             | 10   | 2000 |
| 2001 | 01   | サブリナ                 | アニマル・レスキューキッズ    | ボーイ・ミーツ・ワールド   | シナリオライターは君だ!         | ふたりはふたご           | 大草原の小さな家             | 01   | 2001 |
| 2001 | 06   | サブリナ                 | アニマル・レスキューキッズ    | ボーイ・ミーツ・ワールド   | シナリオライターは君だ!         | ワンだーエディ           | 大草原の小さな家             | 06   | 2001 |
| 2001 | 07   | サブリナ                 | サンダーストーン 未来を救え!  | ボーイ・ミーツ・ワールド   | どこかでなにかがミステリー      | ワンだーエディ           | 大草原の小さな家             | 07   | 2001 |
| 2001 | 12   | 私はケイトリン           | サンダーストーン 未来を救え!  | ボーイ・ミーツ・ワールド   | どこかでなにかがミステリー      | ワンだーエディ           | 大草原の小さな家             | 12   | 2001 |
| 2002 | 04   | 私はケイトリン           | サンダーストーン 未来を救え!  | ボーイ・ミーツ・ワールド   | どこかでなにかがミステリー      | ふたりはお年ごろ         | 大草原の小さな家             | 04   | 2002 |
| 2002 | 08   | 私はケイトリン           | GO!GO!ジェット                | ボーイ・ミーツ・ワールド   | どこかでなにかがミステリー      | ふたりはお年ごろ         | 大草原の小さな家             | 08   | 2002 |
| 2002 | 10   | 私はケイトリン           | GO!GO!ジェット                | ボーイ・ミーツ・ワールド   | ティーンズ救命隊                | ハイスクール・ウルフ     | 大草原の小さな家             | 10   | 2002 |
| 2002 | 12   | サブリナ                 | GO!GO!ジェット                | ボーイ・ミーツ・ワールド   | ティーンズ救命隊                | ハイスクール・ウルフ     | 大草原の小さな家             | 12   | 2002 |
| 年月 | 年月 | 月曜日19時台             | 火曜日19:25-19:50             | 水曜日19:25-19:50          | 木曜日19時台                    | 水曜日19:00-19:25        |                              | 年月 | 年月 |
| 2003 | 04   | サブリナ                 | ハイスクール・ウルフ          | ボーイ・ミーツ・ワールド   | ヤング・スーパーマン            | -                        | -                            | 04   | 2003 |
| 2003 | 10   | パパにはヒ・ミ・ツ       | ハイスクール・ウルフ          | マイ・スイート・メモリーズ | ヤング・スーパーマン            | -                        | -                            | 10   | 2003 |
| 2004 | 04   | -                        | 恋するマンハッタン            | マイ・スイート・メモリーズ | -                               | -                        | -                            | 04   | 2004 |
| 2004 | 10   | -                        | 恋するマンハッタン            | パパにはヒ・ミ・ツ2        | -                               | -                        | -                            | 10   | 2004 |
| 2005 | 01   | -                        | 恋するマンハッタン            | パパにはヒ・ミ・ツ2        | -                               | I Love オリバー          | -                            | 01   | 2005 |

### 2005年4月 - 2022年3月
| 年月 | 年月 | 火曜日19:00-19:25                          | 木曜日19:00-19:25                               |
| ---- | ---- | ------------------------------------------ | ----------------------------------------------- |
| 2005 | 04   | フルハウス                                 | メントーズ                                      |
| 2006 | 04   | フルハウス                                 | メントーズ                                      |
| 年月 | 年月 | 火曜日19:00-19:25                          | 火曜日19:25-19:50                               |
| 2007 | 04   | フルハウス                                 | マーニーと魔法の書                              |
| 2007 | 08   | ドクター・フー                             | ドクター・フー                                  |
| 年月 | 年月 | 月曜日19:00-19:25                          | 火曜日19:00-19:25                               |
| 2008 | 04   | 気分はぐるぐる                             | フルハウス                                      |
| 2008 | 10   | アルフ                                     | フルハウス                                      |
| 2009 | 09   | アルフ                                     | 突然!サバイバル                                 |
| 年月 | 年月 | 火曜日19:25-19:50                          | 土曜日18:25-18:50                               |
| 2010 | 04   | アルフ                                     | -                                               |
| 2010 | 11   | iCarly                                     | -                                               |
| 2011 | 10   | iCarly                                     | iCarly                                          |
| 年月 | 年月 | 水曜日19:25-19:50                          | 土曜日18:25-18:50                               |
| 2012 | 04   | iCarly                                     | iCarly                                          |
| 2012 | 10   | ビクトリアス                               | iCarly                                          |
| 2013 | 04   | ビクトリアス                               | iCarly                                          |
| 2014 | 04   | サム&キャット                              | iCarly                                          |
| 2014 | 10   | 超能力ファミリー サンダーマン              | iCarly                                          |
| 2015 | 04   | サム&キャット                              | iCarly                                          |
| 2015 | 07   | ハンク ‐ちょっと特別なボクの日常‐          | iCarly                                          |
| 2015 | 09   | 超能力ファミリー サンダーマン              | iCarly                                          |
| 2016 | 02   | 超能力ファミリー サンダーマン              | サム&キャット                                   |
| 2016 | 04   | ティーン・スパイ K.C.                      | サム&キャット                                   |
| 2016 | 07   | ティーン・スパイ K.C.                      | 超能力ファミリー サンダーマン                   |
| 2016 | 11   | ティーン・スパイ K.C.                      | サム&キャット                                   |
| 2016 | 12   | 100 オトナになったらできないこと           | サム&キャット                                   |
| 2017 | 03   | 100 オトナになったらできないこと           | 超能力ファミリー サンダーマン                   |
| 2017 | 06   | ゲームシェイカーズ                         | 超能力ファミリー サンダーマン                   |
| 2017 | 11   | 超能力ファミリー サンダーマン              | 超能力ファミリー サンダーマン                   |
| 年月 | 年月 | 金曜日19:25-19:50                          | 土曜日18:25-18:50                               |
| 2018 | 04   | 超能力ファミリー サンダーマン              | ゲームシェイカーズ                              |
| 2018 | 06   | スクール・オブ・ロック                     | ゲームシェイカーズ                              |
| 2018 | 10   | スクール・オブ・ロック                     | 超能力ファミリー サンダーマン                   |
| 2018 | 12   | ゲームシェイカーズ                         | 超能力ファミリー サンダーマン                   |
| 2019 | 04   | 超能力ファミリー サンダーマン              | スクール・オブ・ロック                          |
| 2019 | 10   | 超能力ファミリー サンダーマン              | ゲームシェイカーズ                              |
| 2020 | 01   | ミルドレッドの魔女学校                     | ゲームシェイカーズ                              |
| 2020 | 02   | ミルドレッドの魔女学校                     | 超能力ファミリー サンダーマン                   |
| 2020 | 04   | ファインド・ミー 〜パリでタイムトラベル〜  | 超能力ファミリー サンダーマン                   |
| 2020 | 10   | ミルドレッドの魔女学校                     | ファインド・ミー 〜パリでタイムトラベル〜（再） |
| 2021 | 02   | ゲームシェイカーズ                         | ファインド・ミー 〜パリでタイムトラベル〜（再） |
| 2021 | 05   | ゲームシェイカーズ                         | ミルドレッドの魔女学校（再）                    |
| 2021 | 06   | ファースト・デイ わたしはハナ！(First Day) | ミルドレッドの魔女学校（再）                    |
| 2021 | 07   | ファインド・ミー2 〜パリでタイムトラベル〜 | ミルドレッドの魔女学校（再）                    |
| 2022 | 01   | ミルドレッドの魔女学校                     | -                                               |

### 2022年4月以降
| 年月 | 年月 | 日曜日19:25-19:50                                                                      |
| ---- | ---- | -------------------------------------------------------------------------------------- |
| 2022 | 04   | ミルドレッドの魔女学校                                                                 |
| 2022 | 05   | オールモスト・ネバー 夢みるバンド物語                                                  |
| 2022 | 08   | こちらベスト探偵団 シーズン1                                                           |
| 2022 | 10   | ファースト・デイ2わたしはハナ！                                                        |
| 2022 | 11   | オールモスト・ネバー2 夢みるバンド物語                                                 |
| 2023 | 02   | デイナの恐竜図鑑 シーズン1                                                             |
| 年月 | 年月 | 日曜日17:25-17:50                                                                      |
| 2023 | 04   | デイナの恐竜図鑑 シーズン1                                                             |
| 2023 | 05   | こちらベスト探偵団 シーズン2                                                           |
| 2023 | 07   | デイナの恐竜図鑑 シーズン2                                                             |
| 2023 | 10   | デイナの恐竜図鑑 シーズン3                                                             |
| 2024 | 02   | こちらベスト探偵団 選                                                                  |
| 2024 | 04   | ハードボール〜マイキーは転校生〜 シーズン1                                             |
| 2024 | 07   | デイナの恐竜図鑑 シーズン4                                                             |
| 2024 | 10   | ハードボール2〜チーム・マイキーの挑戦〜 （ハードボール〜マイキーは転校生〜 シーズン2） |
| 2024 | 12   | スーパーヒーローアカデミー シーズン1・2                                                |
| 2025 | 04   | デックスの恐竜図鑑 シーズン1                                                           |
| 2025 | 07   | ピックル・ストーム 異世界からの転校生 シーズン1                                        |

## 短期シリーズ作品一覧
| 作品名                                                 | 放送日時                  | 放送日時                |
| ------------------------------------------------------ | ------------------------- | ----------------------- |
| 小公子                                                 | 1997年1月2日〜4日         | 18:00-18:55             |
| ともだちは音楽家「ロッシーニの見た幻」                 | 1997年12月23日            | 11:00-11:50             |
| 王子と少年                                             | 1998年1月1日〜3日         | 10:30-11:50             |
| ともだちは音楽家「僕の家のベートーベン」               | 1998年1月2日              | 18:00-18:50             |
| ともだちは音楽家「ビゼーの夢」                         | 1998年1月3日              | 18:00-18:50             |
| ともだちは科学者「キュリー夫人・ラジウムで教える人」   | 1998年12月23日            | 11:00-11:50             |
| 砂の妖精                                               | 1999年1月1日〜3日         | 08:05-09:00             |
| ともだちは科学者「エジソン・映像の魔術師」             | 1999年1月2日              | 18:00-18:55             |
| ともだちは科学者「ガリレオ・それでも地球は回っている」 | 1999年1月3日              | 18:00-18:55             |
| ともだちは芸術家「モネ・光と影」                       | 2000年1月2日              | 18:00-18:55             |
| ともだちは芸術家「ドゥガと踊り子」                     | 2000年1月3日              | 18:00-18:55             |
| モリー先生との火曜日                                   | 2000年12月31日            | 13:00-14:30             |
| 不思議の国のアリス                                     | 2001年1月2日              | 09:00-11:15             |
| 翼があるなら                                           | 2001年4月30日             | 10:20-11:50             |
| ミス・エバーズ・ボーイズ 黒人看護婦の苦悩              | 2001年7月8日              | 15:00-16:55             |
| イーナちゃんとテディベア                               | 2001年12月31日            | 09:00-09:55             |
| フェニックスと魔法のじゅうたん                         | 2002年1月3日 2002年1月4日 | 09:15-10:10 09:00-10:50 |
| 白い犬とワルツを                                       | 2002年1月3日              | 12:00-13:35             |
| 白雪姫                                                 | 2003年9月23日             | 10:30-12:00             |
| 私のペットはウシのパール                               | 2004年1月2日              | 09:15-10:30             |
| ジャックと豆の木 あなたの知らない物語                  | 2004年5月3日              | 10:00-12:00             |
| 鏡の国のアリス                                         | 2004年7月19日             | 10:30-11:55             |
| ロビン・フッドの娘                                     | 2004年9月20日             | 10:15-11:45             |
| ローザ・パークス物語                                   | 2005年12月10日            | 15:55-17:30             |
| チップス先生さようなら                                 | 2006年1月9日              | 09:00-10:40             |
| アンネの日記                                           | 2009年8月3日〜7日         | 19:00-19:30             |

## 2018年度の集中再放送
月曜日から木曜日に放送されていた『Rの法則』が2018年4月25日から放送休止（5月7日に番組の打ち切りを正式発表）になったため、代替措置として以下の作品の特別再放送が実施された。
月曜日-木曜日18:55-19:20
- 100 オトナになったらできないこと（2018年5月7日 - 6月19日）
- ハンク ‐ちょっと特別なボクの日常‐（2018年6月20日 - 6月28日）

火曜日-木曜日18:55-19:20
- 超能力ファミリー サンダーマン2 セレクション（2018年9月11日 - 9月27日）

月曜日19:25-19:50
- iCarly 第1シーズン再放送（2018年10月1日 - 2019年3月25日）